# María Merlino
María Elena Merlino (Benito Juárez, Buenos Aires; 27 de enero de 1971) es una actriz argentina. Es esposa del director de cine Diego Lerman y madre de la actriz Renata Lerman.

## Biografía
María Merlino nació el 27 de enero de 1971 nació y se crio en la ciudad de Benito Juárez en la provincia de Buenos Aires. Su padre era cantante de tango y su madre era ama de casa; y además tiene una hermana. En 1989, a la edad de 18 años, tras finalizar sus estudios secundarios, Merlino se instaló en la Ciudad de Buenos Aires para estudiar el profesorado de expresión corporal en la Escuela Nacional de Danzas (actualmente Universidad Nacional de las Artes) y luego de cuatro años comenzó a incursionar en la actuación, tomando clases con Alejandro Urdapilleta, Ricardo Bartis, Javier Daulte y Julio Chávez, mientras que en canto se formó con Sandra Baylac.

## Carrera profesional
A finales de la década de los noventa, María Merlino inició su carrera como actriz siendo integrante del grupo de teatro El Periférico de los Objetos, que la llevó a debutar en la obra El desmadre (1998-2000) de Jorge Sánchez, que se presentó en el teatro El Doble y el teatro La Fabriquera. Después, trabajó en la pieza teatral El precio de un brazo derecho (2000-2001) de Vivi Tellas y en Lengua madre sobre fondo blanco (2002-2003) de Mariana Obersztern. En 2002, Merlino obtuvo su primer papel significativo en la película Tan de repente dirigida por Diego Lerman. Luego, continuó extendiendo su trabajo en el teatro independiente, participando en las obras El aire alrededor (2003-2004) y El niño en cuestión (2005). Después, coprotagonizó junto a Valeria Bertuccelli la cinta dramática Mientras tanto (2006) dirigida por Lerman.
Posteriormente, Merlino protagonizó una serie de obras de teatro dirigidas por su esposo Diego Lerman, con quien fundó la compañía Flor de un día. De esta manera, en 2008, Merlino protagonizó el unipersonal Nada del amor me produce envidia, donde interpretó a una costurera que debe confeccionar el mismo vestido para dos actrices argentinas importantes y tuvo sus primeras funciones en Sportivo Teatral. Finalmente, la obra fue recorriendo otras salas de teatro y se estableció en el circuito teatral por más de quince años.
En 2012, Merlino protagonizó la obra teatral Qué me has hecho, vida mía, donde asumió el papel de la actriz argentina Fanny Navarro bajo la dirección de Diego Lerman en el teatro La Carpintería. En 2015, fue nuevamente dirigida por Lerman en el unipersonal ¿Cómo vuelvo?, en la cual personificó a una maestra rural y se presentó en la sala Santos 4040. Ese mismo, año apareció en tres episodios de la serie antológica La casa emitida por la TV Pública. Al año siguiente, Merlino estelarizó la obra La dama del mar (2016) en el teatro Sarmiento, donde jugó el rol de Élida Wenger, una mujer que se le presenta un antiguo amante.
Sus siguientes trabajos incluyeron su participación como narradora en el espectáculo de ballet El porvenir (2019) dirigido por Eleonora Comelli y fue parte de la obra Happyland (2019-2020), interpretando el personaje de Charito, una criada. En 2022, Merlino regresó al cine, apareciendo en la película dramática El suplente. Más tarde, formó parte del elenco principal del espectáculo Pastas de estrellas (2023) dirigida por Gonzalo Demaría en el Paseo La Plaza, en la cual tomó el papel de Edith Edelberg, una guionista y ex-cazadora de autógrafos.

## Vida personal
Merlino está casada con el director de cine Diego Lerman, a quien conoció en un taller de actuación impartido por Ricardo Bartis en Sportivo Teatral. Tiempo después, tuvieron dos hijos, uno de ellos es la actriz Renata Lerman.

## Filmografía

### Cine
| Año  | Título                                   | Papel          | Notas               |
| ---- | ---------------------------------------- | -------------- | ------------------- |
| 1999 | Por razones personales                   |                |                     |
| 2002 | Tan de repente                           | Delia          |                     |
| 2006 | El árbol                                 | María          |                     |
| 2006 | Mientras tanto                           | Violeta        |                     |
| 2010 | Elegía de abril                          |                | Película documental |
| 2012 | La casa                                  |                | Película documental |
| 2014 | Pistas para volver a casa                | Enfermera Rosa |                     |
| 2015 | Madres de los dioses                     |                |                     |
| 2016 | Esteros                                  | Marilú         |                     |
| 2022 | El suplente                              | Clara          |                     |
| 2024 | El hombre que amaba los platos voladores | Roxy           |                     |

### Televisión
| Año  | Título                         | Papel               | Notas                             |
| ---- | ------------------------------ | ------------------- | --------------------------------- |
| 2012 | 23 pares                       | Margarita Alcántara | Episodio: «Separadas al nacer»    |
| 2013 | Farsantes                      |                     |                                   |
| 2015 | Signos                         | Silvina Pestalosi   | Episodio: «Mes de géminis»        |
| 2015 | La casa                        | Giovanna            | Episodio: «1935: Despedida»       |
| 2015 | La casa                        | Paula               | Episodio: «1952: Secuestro»       |
| 2015 | La casa                        | Fernanda Mol        | Episodio: «2029: Virus»           |
| 2015 | Bs. As. bajo el cielo de Orión | Mamá de Bruno       |                                   |
| 2018 | Encerrados                     | Martita             | Episodio: «Sesión extraordinaria» |
| 2018 | Sandro de América              | Nelly               |                                   |

## Teatro
| Año       | Título                           | Papel          | Lugar                                   |
| --------- | -------------------------------- | -------------- | --------------------------------------- |
| 1998-2000 | El desmadre                      |                | Teatro El Doble / Teatro La Fabriquera  |
| 2000-2001 | El precio de un brazo derecho    |                | Babilonia / El Portón de Sánchez        |
| 2002-2003 | Lengua madre sobre fondo blanco  | Betina         | El Portón de Sánchez / Espacio Callejón |
| 2003      | Parásitos                        |                | Espacio Callejón                        |
| 2003-2004 | El aire alrededor                | Nancy          | Teatro Sarmiento / Teatro Regio         |
| 2005      | El niño en cuestión              |                | Teatro Sarmiento                        |
| 2008-2024 | Nada del amor me produce envidia | La costurera   | Gira internacional                      |
| 2009      | Tú eres para mí                  | Elizabeth      | El Portón de Sánchez                    |
| 2009      | Corsarios                        |                | Goethe Institut                         |
| 2012-2016 | Qué me has hecho, vida mía       | Fanny Navarro  | Teatro La Carpintería                   |
| 2015-2017 | ¿Cómo vuelvo?                    | Maestra rural  | Santos 4040                             |
| 2016      | La dama del mar                  | Élida Wenger   | Teatro Sarmiento                        |
| 2018      | Divino amore                     | Dueña          | Teatro de la Ribera / Teatro San Martín |
| 2019      | El porvenir                      | Narradora      | Teatro San Martín                       |
| 2019-2020 | Happyland                        | Charito        | Teatro San Martín                       |
| 2023      | Pastas de estrellas              | Edith Edelberg | Paseo La Plaza                          |
| 2024      | Ese Bow - Window no es americano | Hija           | Teatro Dumont 4040                      |

## Premios y nominaciones
| Año  | Organización                                | Categoría                          | Trabajo                          | Resultado | Ref(s) |
| ---- | ------------------------------------------- | ---------------------------------- | -------------------------------- | --------- | ------ |
| 2002 | Festival Internacional de Cine de Locarno   | Mención especial                   | Tan de repente                   | Ganadora  | [ 16 ] |
| 2002 | Festival Internacional de Cine de La Habana | Mejor actriz                       | Tan de repente                   | Ganadora  | [ 17 ] |
| 2004 | Premios Florencio Sánchez                   | Revelación                         | El aire alrededor                | Nominada  | [ 18 ] |
| 2004 | Premios Clarín                              | Mejor actriz revelación            | El niño en cuestión              | Nominada  | [ 19 ] |
| 2009 | Premios Teatro XXI                          | Mejor actriz                       | Nada del amor me produce envidia | Ganadora  | [ 20 ] |
| 2012 | Premio Teatro del Mundo                     | Dramaturgia                        | Qué me has hecho, vida mía       | Nominada  | [ 21 ] |
| 2012 | Premio Teatro del Mundo                     | Mejor interpretación               | Qué me has hecho, vida mía       | Nominada  | [ 21 ] |
| 2012 | Premios Trinidad Guevara                    | Mejor actriz                       | Qué me has hecho, vida mía       | Nominada  | [ 22 ] |
| 2013 | Premios Florencio Sánchez                   | Mejor actriz                       | Qué me has hecho, vida mía       | Nominada  | [ 23 ] |
| 2013 | Premios ACE                                 | Mejor actriz en teatro alternativo | Qué me has hecho, vida mía       | Nominada  | [ 24 ] |
| 2016 | Premios Teatro del Mundo                    | Adaptación                         | La dama del mar                  | Nominada  | [ 25 ] |
| 2018 | Premios Teatro del Mundo                    | Mejor interpretación               | Divino amore                     | Nominada  | [ 26 ] |
| 2019 | Premios Hugo                                | Mejor actriz                       | Divino amore                     | Nominada  | [ 27 ] |
| 2022 | Premios Sur                                 | Mejor actriz de reparto            | El suplente                      | Nominada  | [ 28 ] |